# Liste des gares de Tarn-et-Garonne

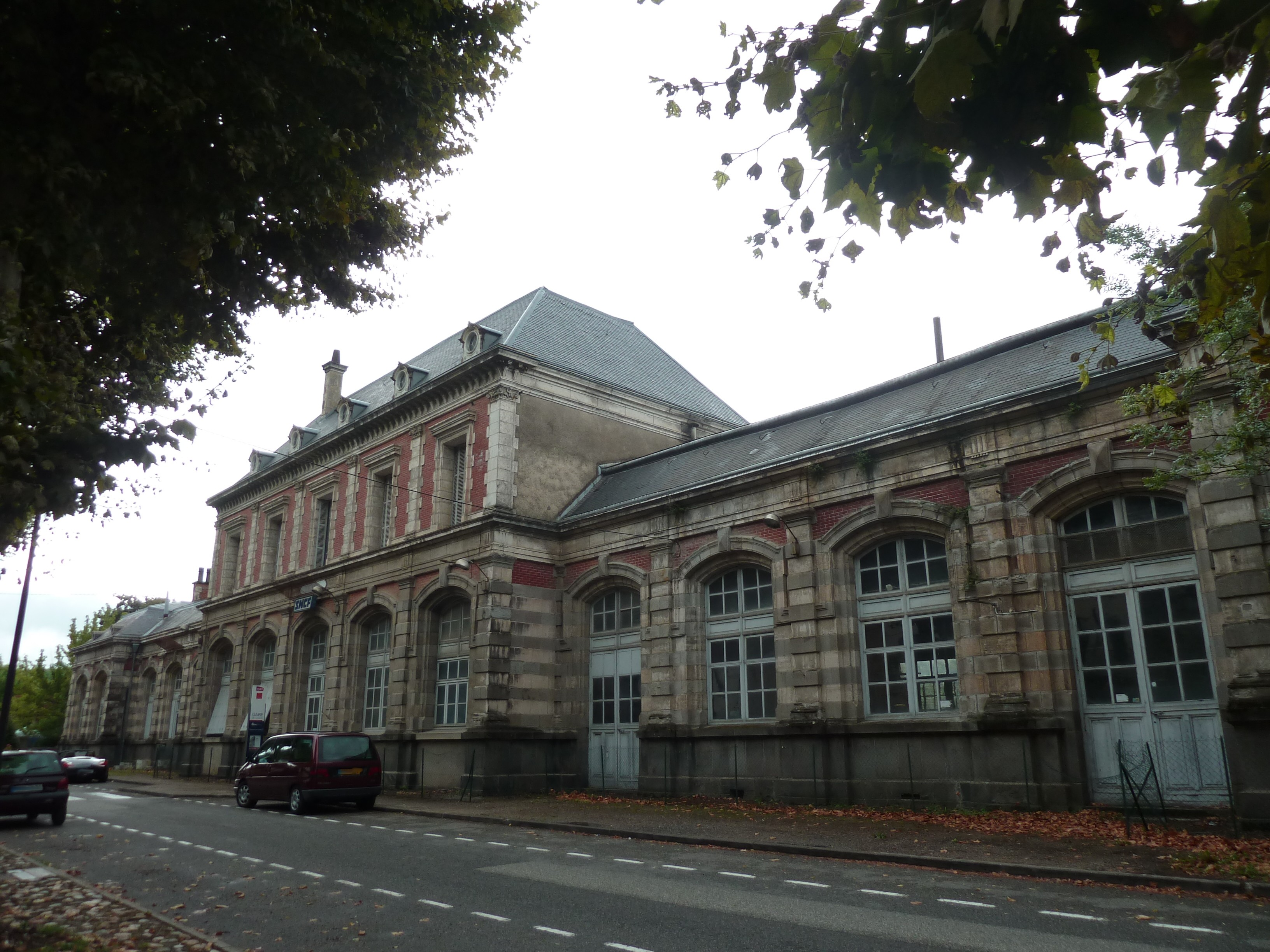
L'ancien bâtiment voyageurs de la gare de Lexos

La liste des gares de Tarn-et-Garonne, est une liste des gares ferroviaires, haltes ou arrêts, situées dans le département de Tarn-et-Garonne, en région Occitanie.
Liste actuellement non exhaustive, les gares fermées sont en italique.

## Gares ferroviaires des lignes du réseau national

### Gares ouvertes au trafic voyageurs
- Gare d'Albias
- Gare de Caussade
- Gare de Castelsarrasin
- Gare de Dieupentale
- Gare de Golfech
- Gare de Grisolles
- Gare de Laguépie
- Gare de Lamagistère
- Gare de Lexos
- Gare de Malause
- Gare de Moissac
- Gare de Montauban-Ville-Bourbon
- Gare de Montbartier
- Gare de Pommevic
- Gare de Valence-d'Agen
- Gare de La Ville-Dieu

### Gares fermées au trafic voyageurs: situées sur une ligne en service
- Gare de Belleperche
- Gare de Borredon
- Gare de Beaumont-de-Lomagne (ouverte au fret)
- Halte de Fonneuve
- Gare de Labourgade
- Gare de Larrazet
- Gare de Montpezat
- Gare de Réalville
- Gare de Sérignac

### Gares fermées au trafic voyageurs: situées sur une ligne fermée
- Gare de Bruniquel
- Gare de Féneyrols
- Gare de Montricoux
- Gare de Nègrepelisse
- Gare de St Antonin Noble Val
- Gare de St Etienne de Tulmont

## Les lignes ferroviaires

### En service
- Bordeaux-Saint-Jean à Sète-Ville
- Les Aubrais - Orléans à Montauban-Ville-Bourbon
- Castelsarrasin à Beaumont-de-Lomagne

### Désaffectée
- Cahors à Moissac
- Lexos à Montauban-Ville-Bourbon